# Верхня
Верхня — село в Україні, центр Верхнянської сільської територіальної громади Калуського району Івано-Франківської області. Населення становить 2428 осіб.

## Історія

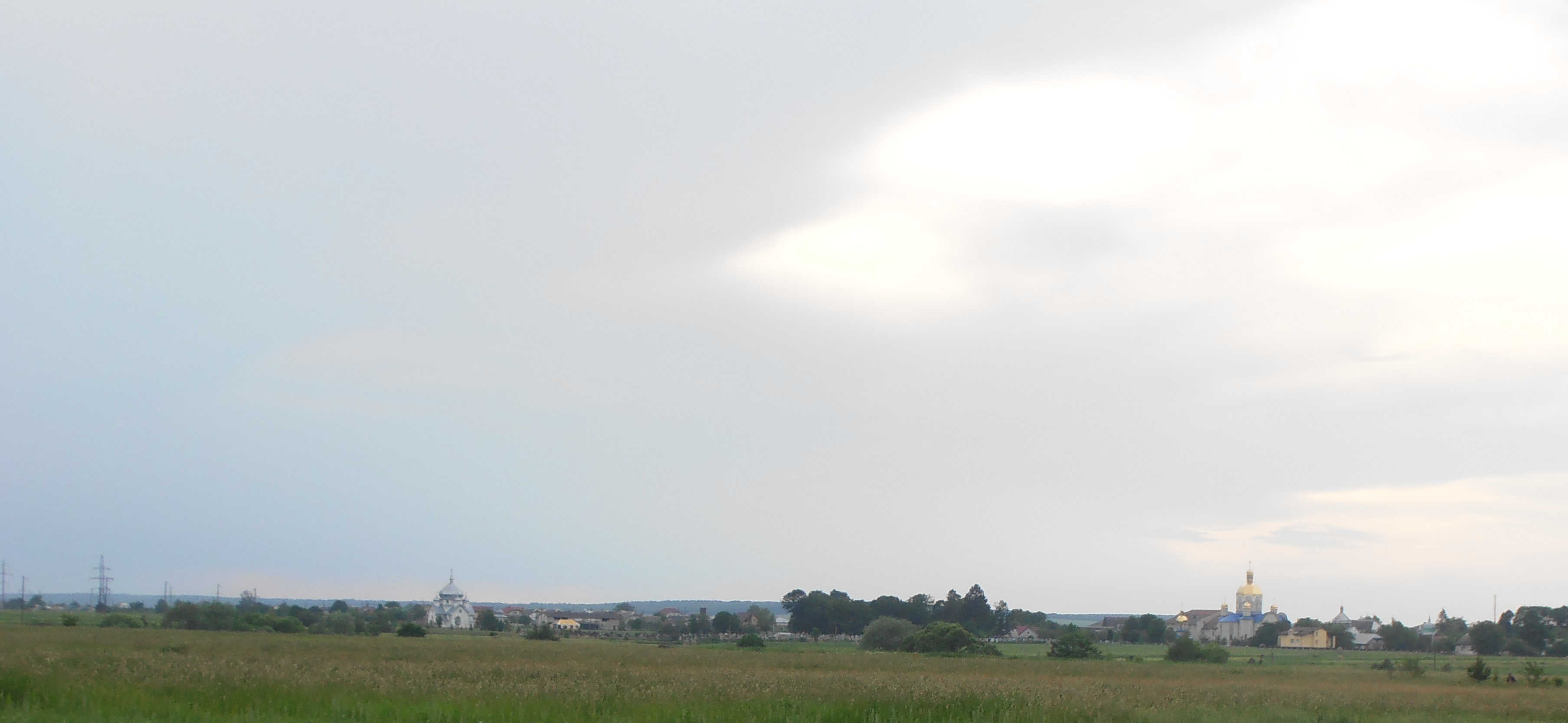
Панорама

Перша писемна згадка про село Верхня (Верхнє, Васконіс де Верхнє — запис у польських джерелах) належить до 31 липня 1448 року (за радянських часів в «Історії міст і сіл УРСР», зокрема, у томі «Івано-Франківщина» вказувався 1506 рік). Отже, 31 липня 2003 року виповнилося 555 літ від часу першої письмової згадки про Верхню (Верхнє) в історичних джерелах, але, звичайно, не з часу її заснування. А заснування села можливо відбулося значно раніше — в другій половині XIV ст. або ж на початку XV ст. У податковому реєстрі 1515 року документується 1 лан (близько 25 га) оброблюваної землі.
До 1772 року село належало до Руського воєводства, Галицької землі, Галицької волості, Галицького староства. Власниками села були Сенявські.
З 1772 по 1854 роки поселення перебувало в складі громади Верхня Войнилівської домінії Стрийського округу. З 1854 року після утворення нових повітів перебувало в складі окружного суду Стрийського округу та Журавенського повіту дуже короткий час, а з 1867 р. увійшло до складу Калуського повіту.
Після окупації Західноукраїнської Народної Республіки поляками в 1919 році в селі був осередок постерунку поліції та ґміни Верхня Калуського повіту (належали Болохів, Гуменів, Кулинка, Мостище, Станькова, Завадка, Збора, Степанівка та Бруневичі — присілок Верхні). На той час у Верхні також були млин, цегельня, олійня.
У 1939 році у Верхній проживало 2190 мешканців (2170 українців і 20 поляків), а в присілку Броновичі — 240 мешканців (20 українців і 220 поляків).
У квітні 1944 року окружною боївкою разом з відділом «Гайдамаки» здійснено акцію ліквідації польської колонії Нова Верхня, в ході якої ліквідовано актив поляків і спалено колонію. Причиною акції було вбивство Скакуна і арешт його батька.
Високу національну свідомість жителі села підтвердили активною участю в УПА, за що заплатили життям найкращі доньки й сини. За даними облуправління МГБ у 1949 р. у Войнилівському районі підпілля ОУН найактивнішим було в селах Верхнє, Збора, Завадка, Станькова і Сівка-Войнилівська. Голова колгоспу Трусь ревно утверджував радянську владу, катуючи людей у п'яному угарі.
За часів СРСР до складу Верхні включено села Дуброва і Підліски. З 1955 року на території села ведеться видобуток газу.

## Герб
У лазуровому полі золоте сонце, що виходить зверху, без зображення обличчя з золотими променями. У зеленій опуклій базі срібні літери "1448", що супроводжуються знизу двома золотими протиставленими колоссями. Поверх срібна літера "В". Щиток увінчаний золотим хрестом та обрамлений декоративним орнаментом, у верхній частині якого біла стрічка з написом лазуровими літерами "В ЄДНОСТІ СИЛА НАРОДУ".

## Соціальна сфера
- Дерев'яна церква Собору св. Івана Хрестителя (храмове свято 24 червня) збудована 1863 року, пам'ятка архітектури місцевого значення № 755. Австрійська армія конфіскувала в серпні 1916 р. у верхнянській церкві 5 дзвонів діаметром 74, 63, 47, 38, 35 см, вагою 190, 111, 53, 28, 22 кг. Після війни польська влада отримала від Австрії компенсацію за дзвони, але громаді села грошей не перерахувала[13]. Поруч у 2011 році зведена нова з цегли (обидві — УГКЦ)[14].
- Мурована церква св. Івана Хрестителя 2012 (Калуське благочиння Івано-Франківсько-Галицької єпархії ПЦУ)[15]
- Народний дім введено в дію у 1988 році, на фасаді встановлено Меморіальну дошку Миколі Климишину[16].
- Торговий комплекс — 1992 року
- Верхнянський ліцей [17] (500 місць)
- Амбулаторія[18]
- Дитячий садок
- 730 дворів, 2428 мешканців
- Забезпечені централізованим водопостачанням вулиці Войнилівська і Калуська[19]

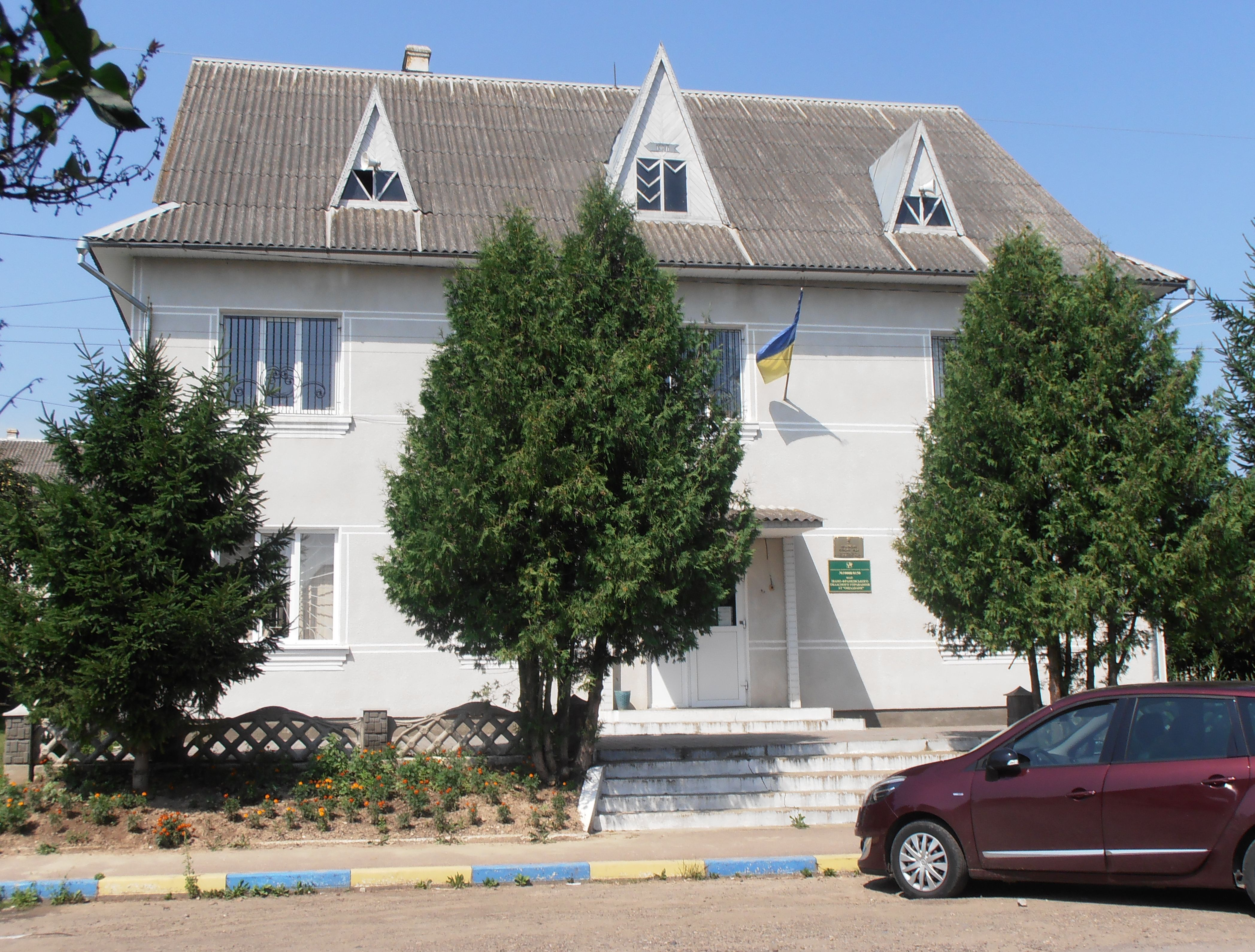
Сільрада
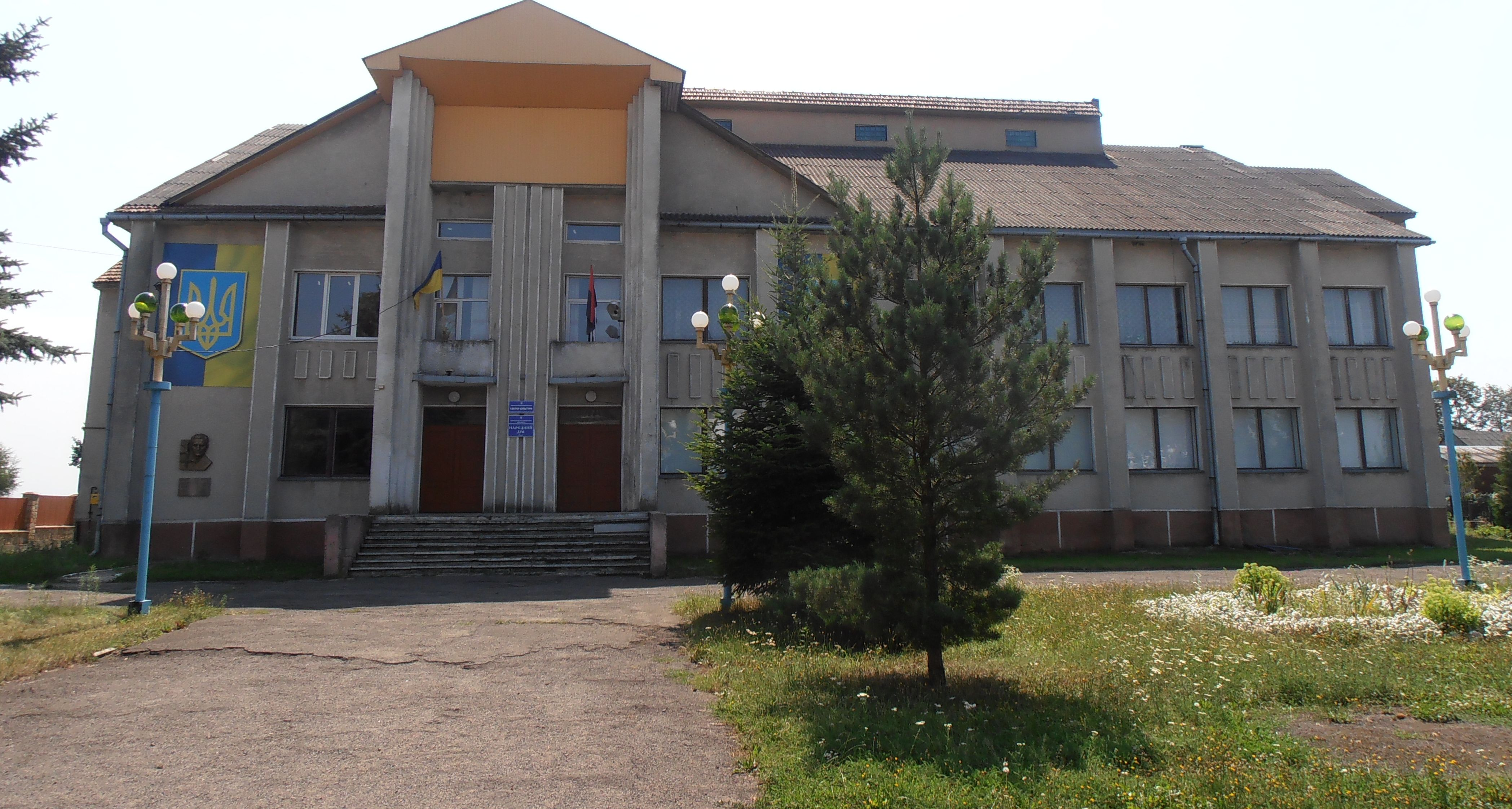
Народний дім
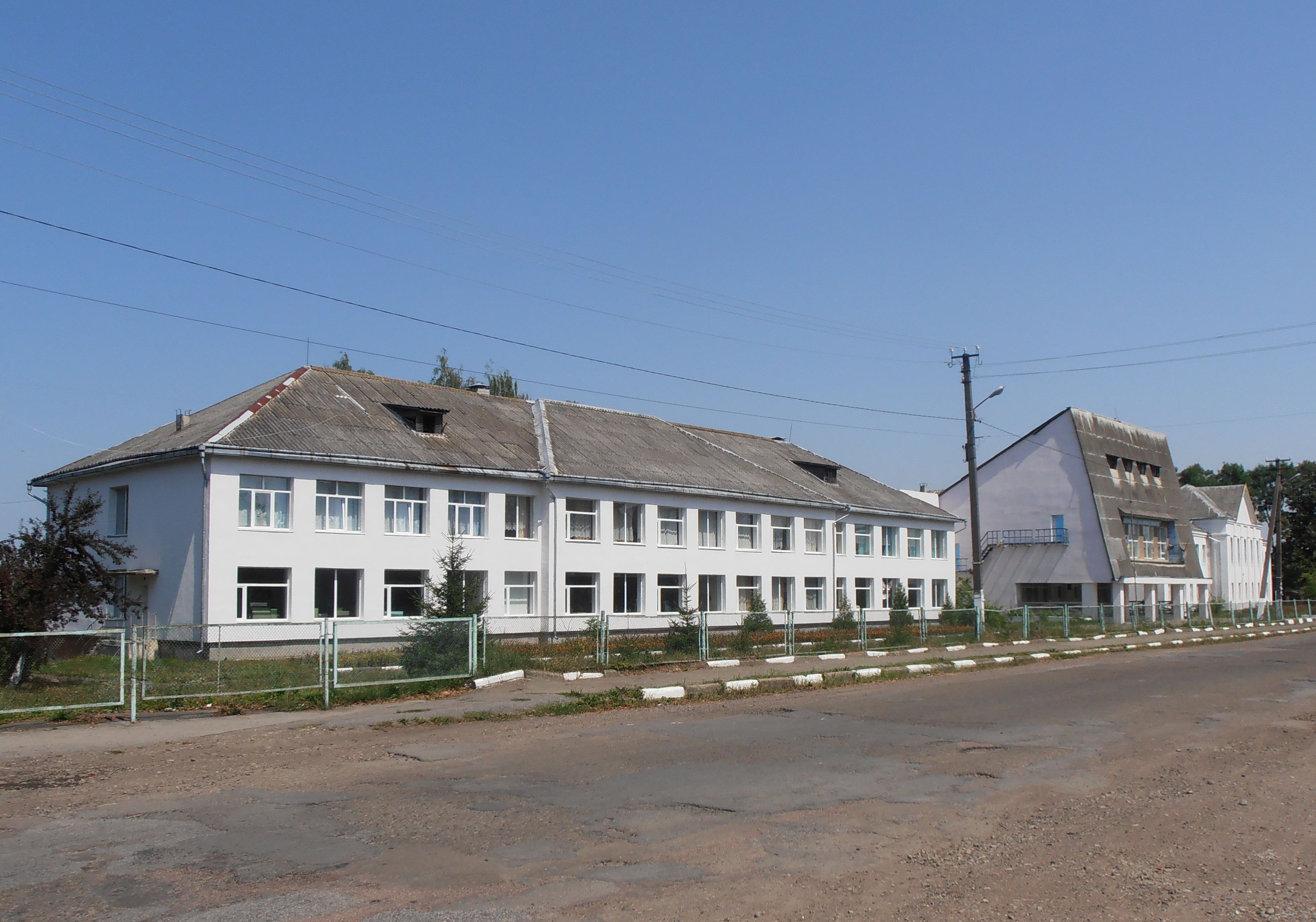
Школа
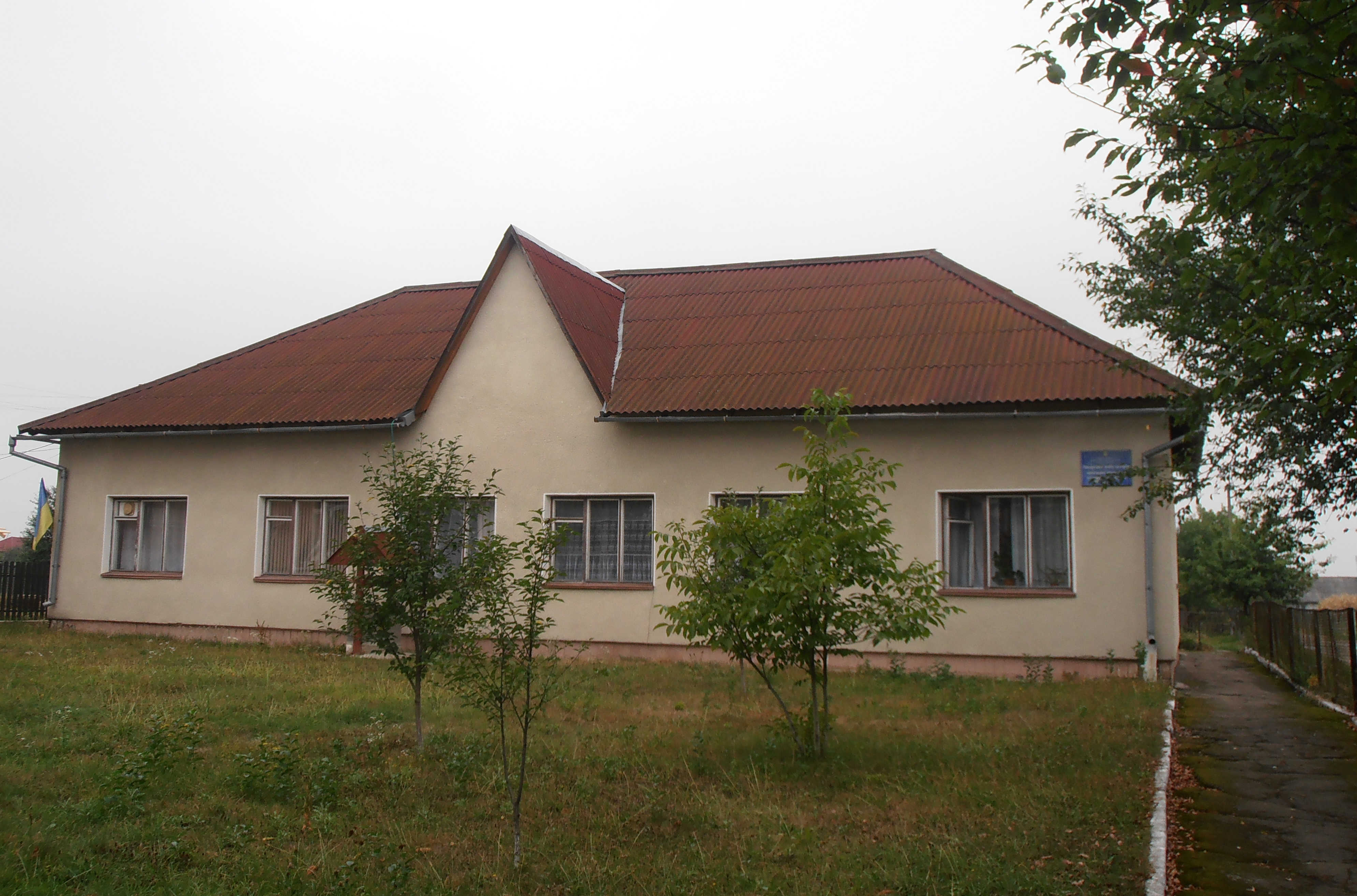
Амбулаторія
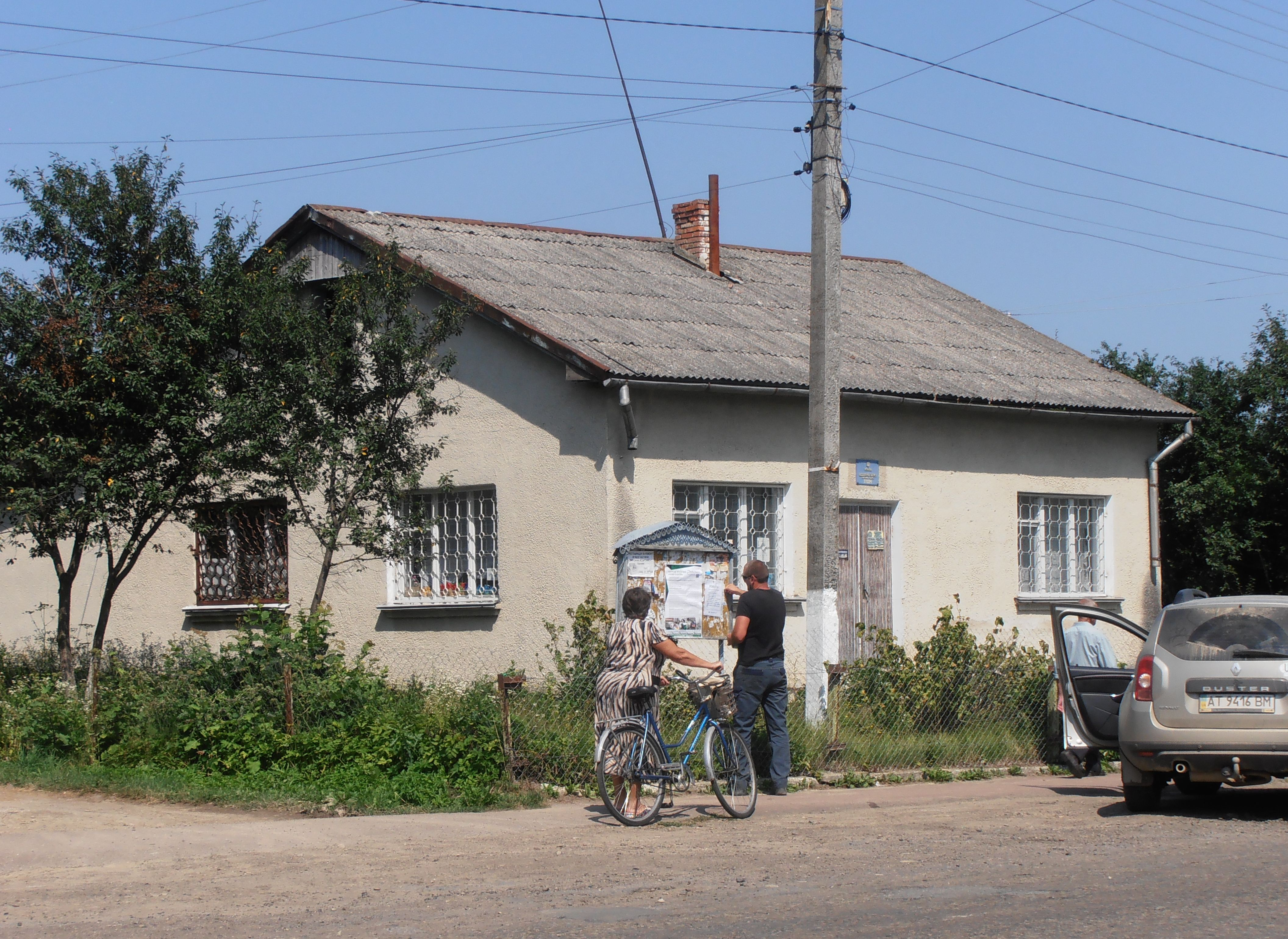
Пошта

## Пам'ятки

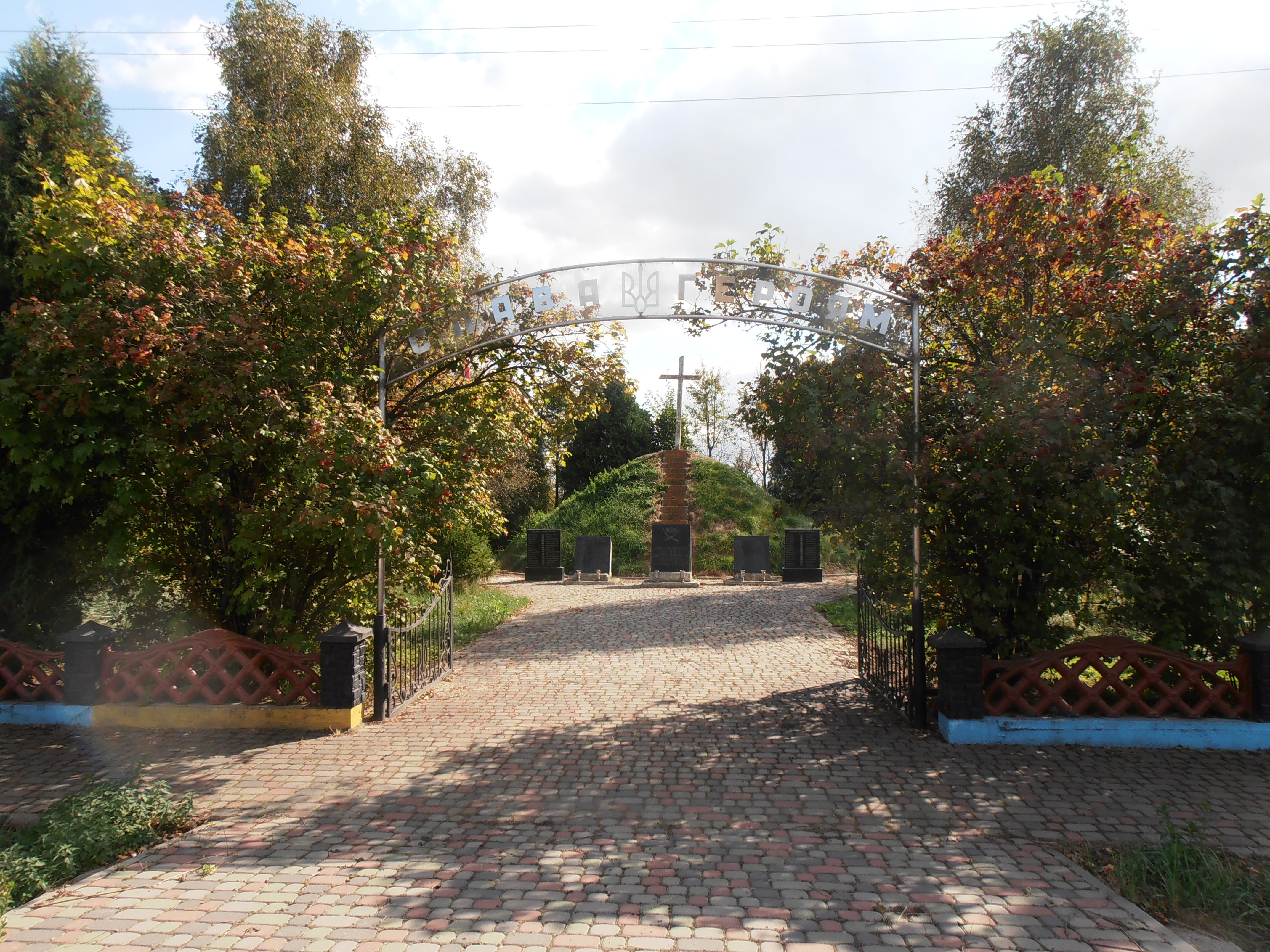
Сквер символічної могили борцям за волю
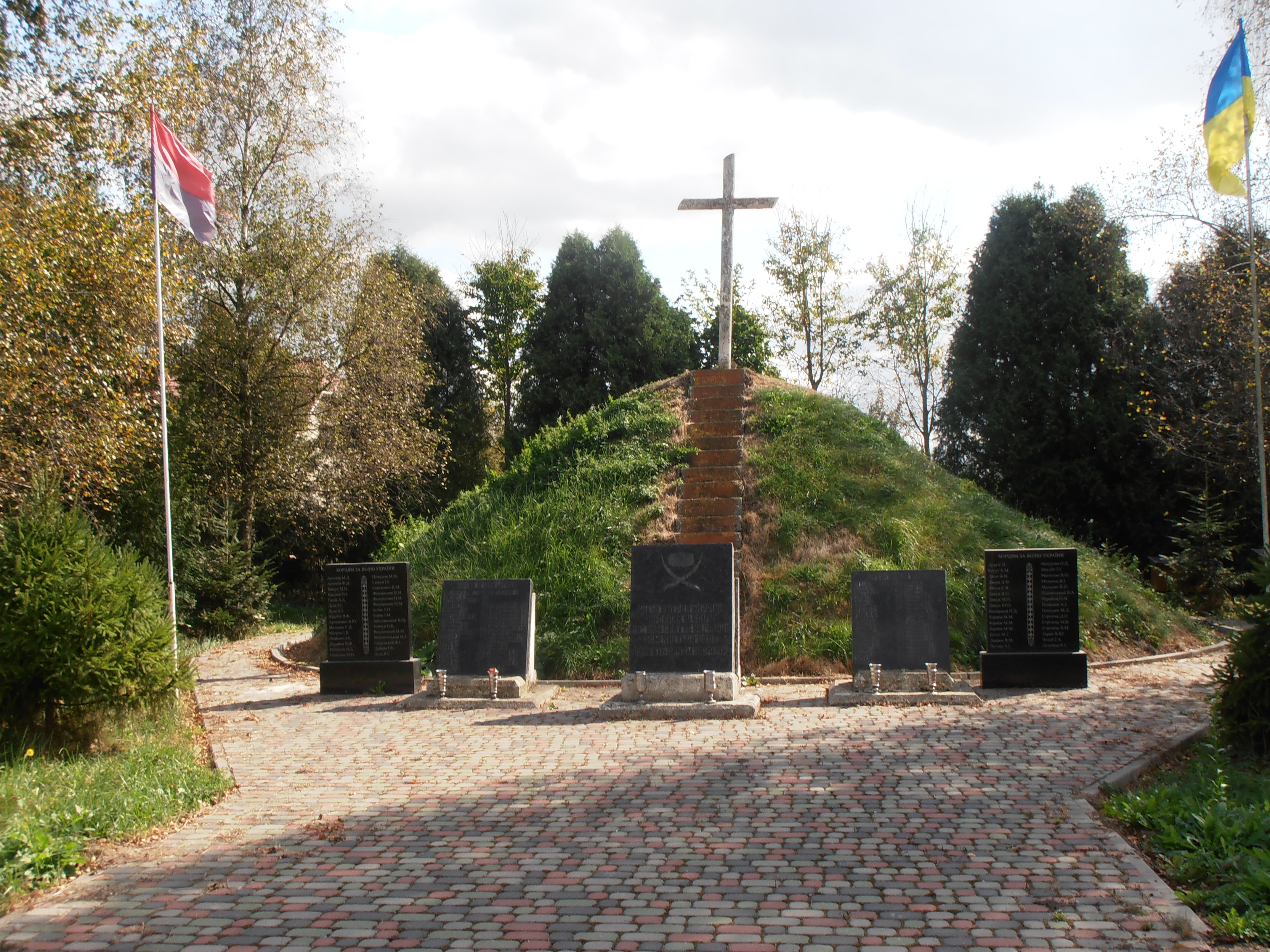
Символічна могила
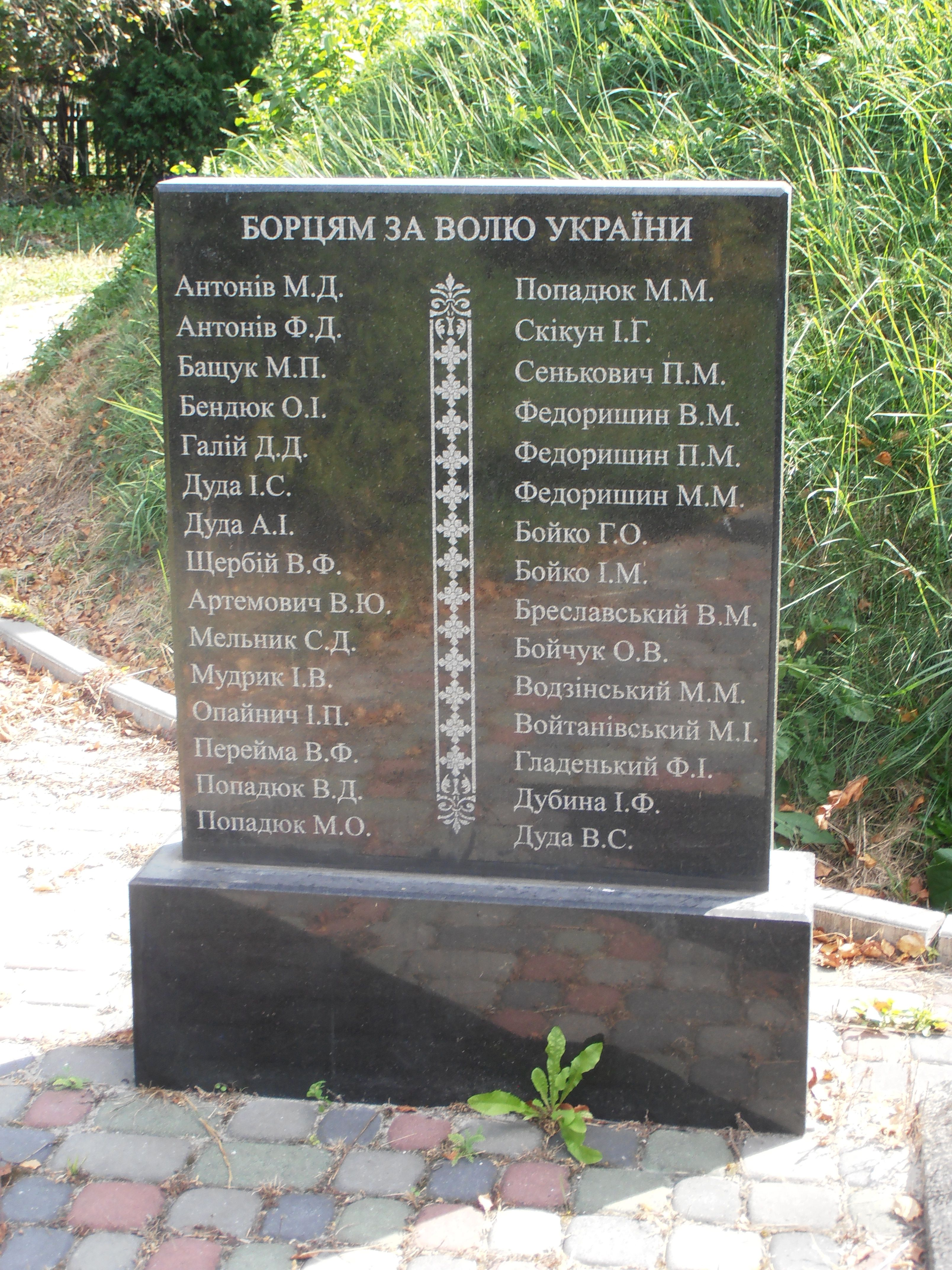
Стела №1 могили
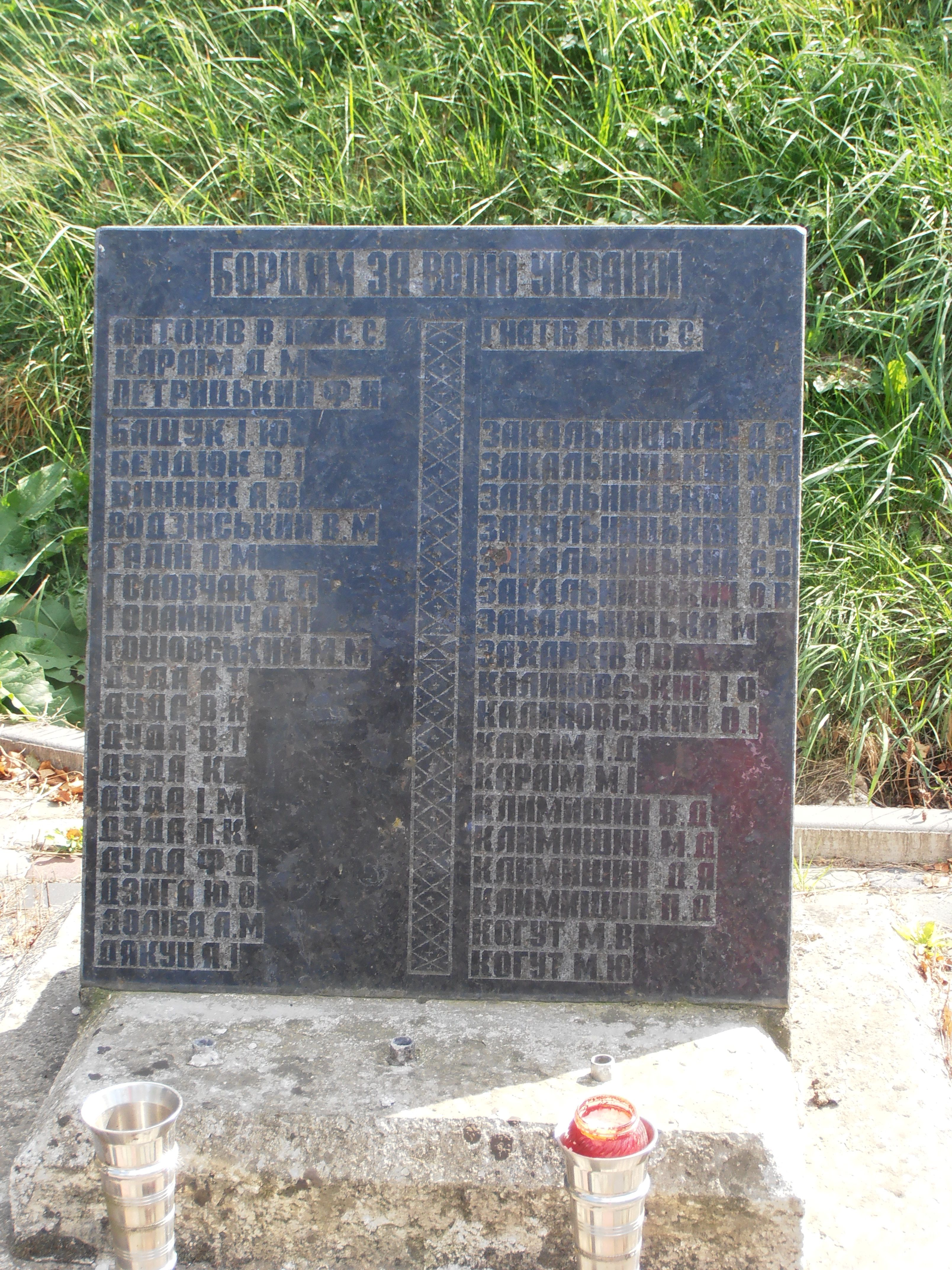
Стела №2 могили
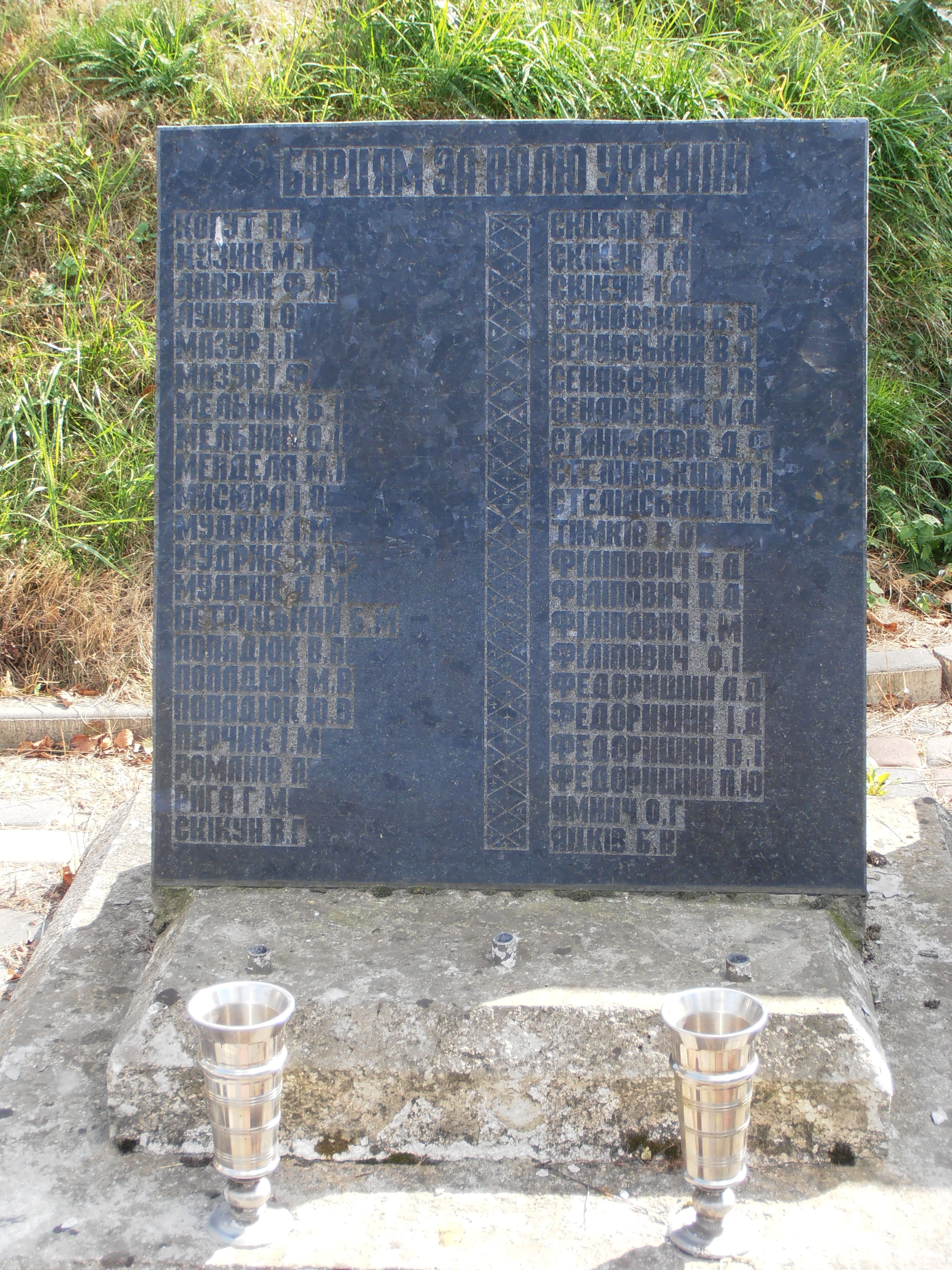
Стела №3 могили
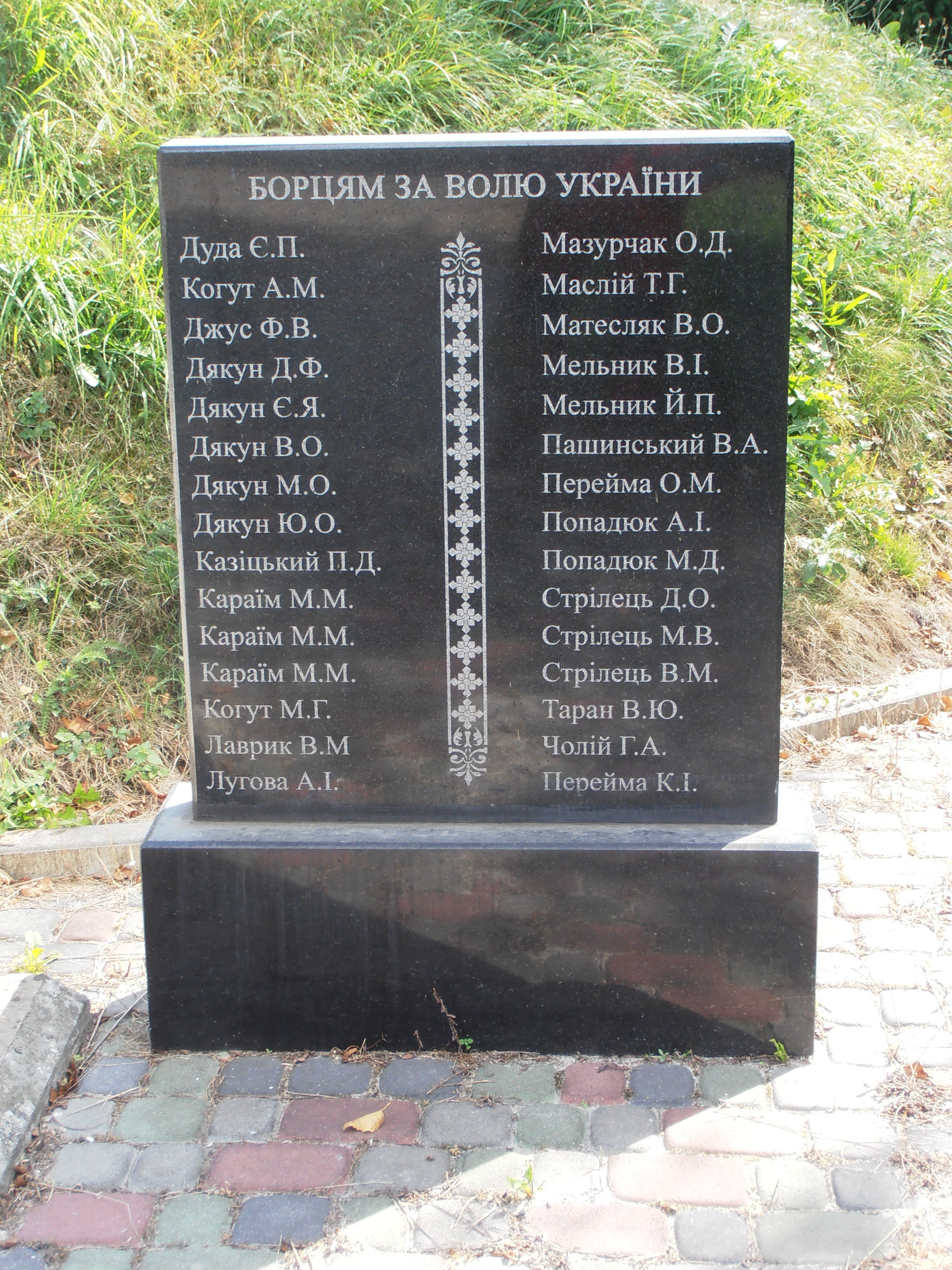
Стела №4 могили
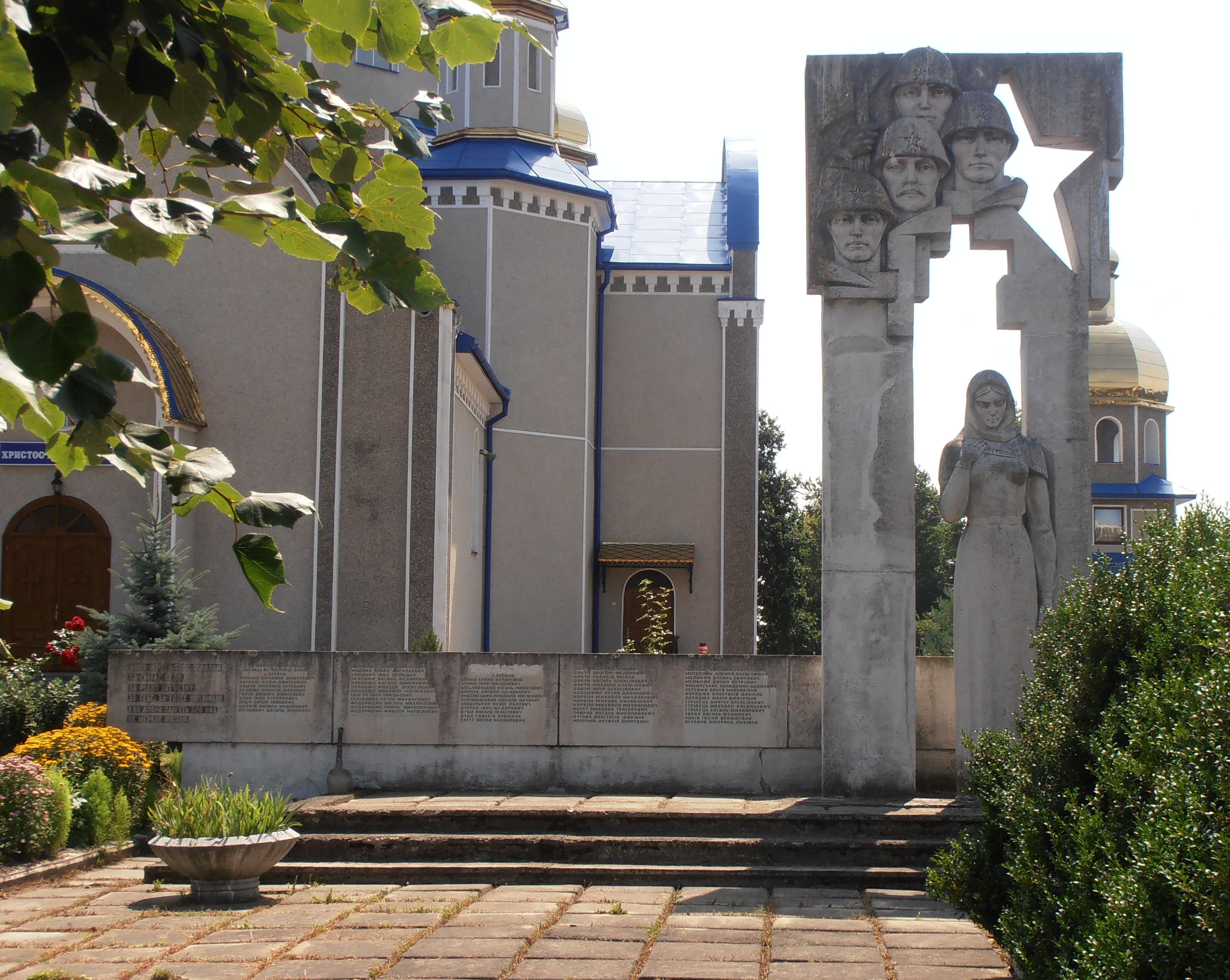
Радянський монумент

## Вулиці
У селі є вулиці:
- Антоніва
- Братів Закальницьких
- Будівельників
- Василя Стефаника
- Василя Стуса
- Відродження
- Войнилівська
- Галицька
- Довбуша
- Дружби
- Завадківська
- Запотічна
- Зборівська
- Зелена
- Івана Мазепи
- Івана Сірка
- Івана Франка
- Калиновського
- Калуська
- Камінна
- Коновальця
- Кооперативна
- Космонавтів
- Лазівська
- Лесі Українки
- Литвина
- Лісова
- Михайла Грушевського
- Молодіжна
- Нова
- Польова
- Січових Стрільців
- Сосюри
- Станьківська
- Тараса Шевченка
- Тихого
- Чолія
- Шквірка
- Шкільна
- 1 Травня
- 24 Серпня
- 8 Березня

## Відомі люди

### Народилися
- Михайло Дуда (1898—1967) — співак і педагог, героїчний тенор, котрий співав на сценах оперних театрів Європи.
- Петро Дуда — «Моряк», «Чорноморець» (1925—1948 с. Завадка) — сотенний відділу 83 «Круки» 23-го (Калуського) Тактичного відтинку «Маґура» Військової округи-4 «Говерла» групи УПА-Захід, був референтом пропаганди Калуського районного проводу, син сільського війта[21].
- Мар'ян Закальницький — український легкоатлет, золотий призер зі спортивної ходьби на Чемпіонаті Європи з легкої атлетики 2018.
- Петро Мельник (1934) — вчений, доктор фізико-математичних наук.
- Мончаківський Роман — «Ромко» (1918-16.06.1945) — поручник УПА, командир куреня «Загроза» воєнної округи № 4 (Івано-Франківщина, Північна Буковина) оперативної групи УПА-Захід[22].
- Михайло Шевчук (1935) — вчений, доктор медичних наук.
- Стефанія Гребеньовська — театральний режисер-аматор у Бучачі, лауреат Премії ім. Іванни Блажкевич (2002, посмертно)[23]
- Яцків Богдан Васильович — референт СБ ОУН Карпатського крайового проводу ОУН, лицар Бронзового хреста заслуги УПА..